# Гардаја (покрајина)
Гардаја (арап.  мзаб. ), једна је од 48 покрајина у Народној Демократској Републици Алжир. Покрајина се налази у југоисточном делу земље у појасу пустиње Сахаре.
Покрајина Гардаја покрива укупну површину од 86.105 km² и има 375.988 становника (подаци из 2008. године). Највећи град и административни центар покрајине је град Гардаја.